# Étienne Mulsant
Martial Étienne Mulsant (Thizy (Roine), 2 de març del 1797 - Lió, 4 de novembre del 1880) va ser un entomòleg i bibliotecari francès.
L'any 1806, va iniciar estudis al collège de Belley, el 1808 passà al de Roanne i de 1810 a 1814 als orationans de Tournon-sur-Rhône. Era legitimista (en francès:légitimiste) i, per tant, el 1830 va haver de deixar les seves funcions de batlle i es va retrobar amb els seus pares a Lió, on treballà de bibliotecari. Al Liceu imperial de Líó (lycée impérial), actualment conegut com a Collège-lycée Ampère, va ser professor d'història natural entre 1843 i 1873.
Publicà en col·laboració amb molts entomòlegs (Antoine Casimir Marguerite Eugène Foudras, Claudius Rey, Francisque Guillebeau, Valéry Mayet, Jean Baptiste Édouard Verreaux). També amb l'ornitòleg Jules Bourcier, especialista en els Trochilidae.

## Abreviació zoològica
L'abreviatura Mulsant s'empra per a indicar a Étienne Mulsant com a autoritat en la descripció i taxonomia en zoologia.

## Llista parcial de publicacions
- Opuscules entomologiques, Paris, L. Maison[puis] Maguin, Blanchard [puis] Deyrolle fils, 1852-1875;
- Histoire naturelle des coléoptères de France, Paris, L. Maison [puis] Magnin, Blanchard et Cie, 1854-1863;
- Magnin, Blanchard et Cie. Souvenirs d'un voyage en Allemagne, 1862.
- Histoire naturelle des punaises de France, Paris, F. Savy (Paris) [puis] Deyrolle, 1865-1873;
- A. Laplace. Lettres à Julie sur l'ornithologie, 1868.
- Pitrat Aîné. Souvenirs du Mont Pilat et de ses environs, 1870.